# Synaloiphe
Synaloiphe (von griechisch συναλοιφή, „Verschmelzung“, von syn aleiphein „zusammen schmieren“) oder Synaloephe, auch Synalöphe, bezeichnet in der antiken und romanischen Dichtung und Kunstprosa die Verschleifung eines auslautenden Vokals mit dem anlautenden des Folgewortes zu einem Diphthong. So wurde zum Beispiel die Wortgruppe quantōque animālia (Ovid, Metamorphosen I, 464) quantōqueanimālia gesprochen. Dies gilt ebenso, wenn das erste Wort auf „m“ endet oder das zweite mit „h“ beginnt.
Die Synaloiphe wurde in der altgriechischen Dichtung entwickelt, wo sie zur Einhaltung des Versmaßes diente.
Verwandte stilistische Mittel sind die metrisch bedingte Elision, die Krasis, die Synizese, die verschiedene Silben innerhalb eines Wortes betrifft, und die Synärese. Die Definition und Verwendung dieser Begriffe überschneidet sich oft. So sind im Italienischen Synaloiphe, die nur die Aussprache betrifft, und Elision, die in der Orthographie durch ein Apostroph gekennzeichnet ist, zwei verschiedene Figuren, während im Englischen Synaloiphe auch die orthographische Figur bezeichnet (t'attain statt to attain).
Eine verwandte Technik ist Episynaloiphe, eine Verschmelzung zweier Vokale innerhalb eines Wortes (zum Beispiel Phæton statt Phaëton). Das Gegenteil hierzu, also die getrennte Aussprache zweier Vokale, ist Diärese (auch Dialoiphe oder Dialephe).

## Rhetorik
In der Grammatik und Rhetorik wird Synaloiphe (lateinisch „deletio“) oft als Figur unter dem Überbegriff Metaplasmus aufgelistet.
Quintilian empfiehlt Synaloiphe zur Vermeidung eines Hiatus, um eine „weichere“ Wiedergabe der „Periode“ zu begünstigen. Donatus definiert die Synaloiphe als „weiches“ Zusammentreffen zweier „wetteifernder“ Vokale und unterscheidet sie von der Ekthlipsis, dem harten Zusammentreffen zwischen Konsonanten und einem Vokal.
So sollte man also nach Mosellanus den berühmten Satz der Vergilschen Aeneis (1.3): multum ille et terris iactatus et alto, (den lange durch Meer' und Länder umhertrieb) so wiedergeben: mult'ill'et terris iactatus et alto … Ekthlipsis in diesem Beispiel wäre das erste Apostroph, das zweite Synaloiphe.

## Romanische Sprachen, Neugriechisch
Auch in den Dichtungen der neuen romanischen Sprachen und ebenso im Neugriechischen ist ein sinnvolles Skandieren ohne Synaloiphe unmöglich. In italienischen, spanischen oder portugiesischen Dichtungen enthält fast jede Verszeile Beispiele.

## Englisch
Im Englischen versteht man unter Synaloiphe meist ein „Zusammenwachsen“ zweier Wörter mit dem „Verlust einer Silbe“ (zum Beispiel t'attain statt to attain). Im letzten Jahrzehnt des sechzehnten Jahrhunderts war die Synaloiphe besonders beliebt und es gab auch Formen wie yare (statt You are). Aber auch Formen, in denen ein Vokal nach einem Konsonanten wegfällt, wie is’t (statt is it), werden als Synaloiphe bezeichnet.
Shakespeare macht in seinen späteren Dramen ausgiebig Gebrauch von dieser Figur, sowohl um das Versmaß einzuhalten als auch um den rhetorischen Effekt zu steigern. Wenn zum Beispiel Cominius in Coriolanus sagt Take't: 'tis yours. What is't? (I.9.80), ist das Tempo sehr viel schneller als in Take it; it is yours. What is it?
Wenn die elidierte Form Standard geworden ist (can't für cannot) nennt man sie im Englischen meist „contraction“ (Zusammenziehung).